# 联合国安全理事会第1199号决议
联合国安全理事会第1199号决议是安理会于1998年9月23日通过的有关科索沃局势的决议。安理会在此决议中回顾了1998年公布的第1160号决议，要求科索沃战争各方立即停止敌对行动，并在科索沃实施停火。本决议获得除中国以外理事国的一致支持，中国代表以不干涉南联盟内政为由，投下了15个理事国中唯一的弃权票。

## 背景
安全理事会讨论了科索沃地区的近期形势，严重关切塞尔维亚安全部队和南斯拉夫军队滥用武力的情况，据时任联合国秘书长——科菲·安南估计，约有23万人流离失所。这些难民从科索沃逃往阿尔巴尼亚北部、波黑等欧洲国家，据联合国难民事务高级专员办事处统计，多达5万人缺乏生活必需品。
安理会重申所有难民都有权返回家园，并注意到侵犯人权和国际人道主义法的情况日增，强调必须确保科索沃居民的权利得到尊重。安理会表示支持和平解决科索沃问题，解决方法包括大幅提高科索沃的自治程度和有意义的自行管理。

## 行动
根据《联合国宪章》第七条，安理会要求所有当事方、集团和个人立即停止敌对行动，在科索沃地区实施停火；要求南联盟政府和科索沃当局立即改善局势以避免人道主义灾难，并立即开展有意义的对话来解决科索沃危机。安理会还要求：南联盟政府停止部队一切针对平民的行动；确保欧共体监测团和派驻南联盟的外交使团持续进行有效的科学检测并确保他们在科索沃的行动自由；与国际人道组织和国际红十字会取得联系，为人道主义组织和供应品进出科索沃提供方便；以及迅速取得对话进展，寻求政治解决科索沃问题。
安理会还注意到南斯拉夫总统米洛舍维奇与俄罗斯总统叶利钦会谈时所作的五点承诺，并要求前者充分履行这些承诺。同时，坚决要求科索沃当局领导人谴责一切恐怖主义行动。
安理会对科索沃外交监测团的建立表示欢迎，敦促在南斯拉夫的相关国际使团人员有效地持续履行国际监测的责任，直到本决议和1160号决议的目标达成为止。
决议最后，安理会要求联合国秘书长视情定期报告，说明他对南联盟和科索沃当局遵守本决议情况的评估。